# Marialba de la Ribera
Marialba de la Ribera es una localidad española perteneciente al municipio de Villaturiel, en la provincia de León, comunidad autónoma de Castilla y León. Situado en el margen izquierdo del río Bernesga. Perteneció a la antigua Hermandad de La Sobarriba.  

## Geografía

### Ubicación
| Noroeste: Vilecha                   | Norte: Castrillo de la Ribera | Noreste: Valdesogo de Arriba |
| Oeste: Sotico Torneros del Bernesga |                               | Este: Valdesogo de Abajo     |
| Suroeste Alija de la Ribera         | Sur: Alija de la Ribera       | Sureste: Alija de la Ribera  |

## Demografía
| Gráfica de evolución demográfica de Marialba de la Ribera entre 2000 y 2014 |
|                                                                             |
| Población de derecho (2000-2014) según el padrón municipal del INE          |